# Heinz Liebers
Heinz Liebers (* 16. März 1924) ist ein ehemaliger deutscher Fußballspieler. Der Mittelfeldspieler absolvierte von 1948 bis 1950 in der damals erstklassigen Oberliga West für Preußen Münster insgesamt 22 Ligaspiele.

## Statistik
- 2. Oberliga West

| Einsätze | Tore | Saison  | Verein              |
| -------- | ---- | ------- | ------------------- |
| 20       | 0    | 1951/52 | SpVgg Röhlinghausen |
| 4        | 0    | 1952/53 | VfL Bochum          |
| 24       | 0    | gesamt  | gesamt              |

- Oberliga West

| Einsätze | Tore | Saison  | Verein          |
| -------- | ---- | ------- | --------------- |
| 20       | 0    | 1948/49 | Preußen Münster |
| 2        | 0    | 1949/50 | Preußen Münster |
| 22       | 0    | gesamt  | gesamt          |